# Conus muscosus
Conus muscosus é uma espécie de gastrópode do gênero Conus, pertencente a família Conidae.